# Cornuda
Cornuda é uma comuna italiana da região do Vêneto, província de Treviso, com cerca de 5.732 habitantes. Estende-se por uma área de 12 km², tendo uma densidade populacional de 478 hab/km². Faz fronteira com Caerano di San Marco, Crocetta del Montello, Maser, Monfumo, Montebelluna, Pederobba.

## Demografia
| Variação demográfica do município entre 1861 e 2011                               |
|                                                                                   |
| Fonte: Istituto Nazionale di Statistica (ISTAT) - Elaboração gráfica da Wikipedia |